# Bašta

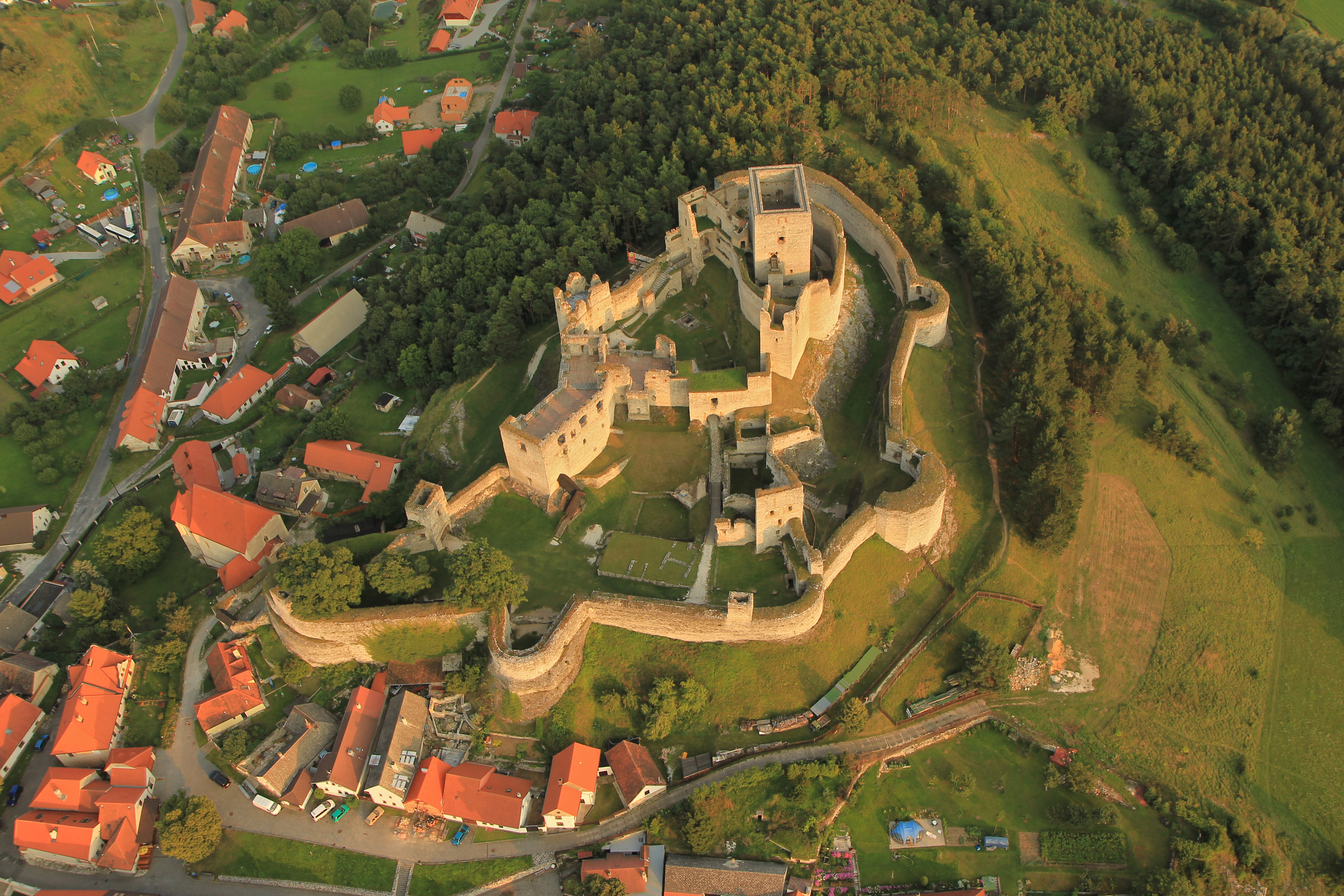
Hrad Rabí se zřetelnými baštami vnějšího opevnění

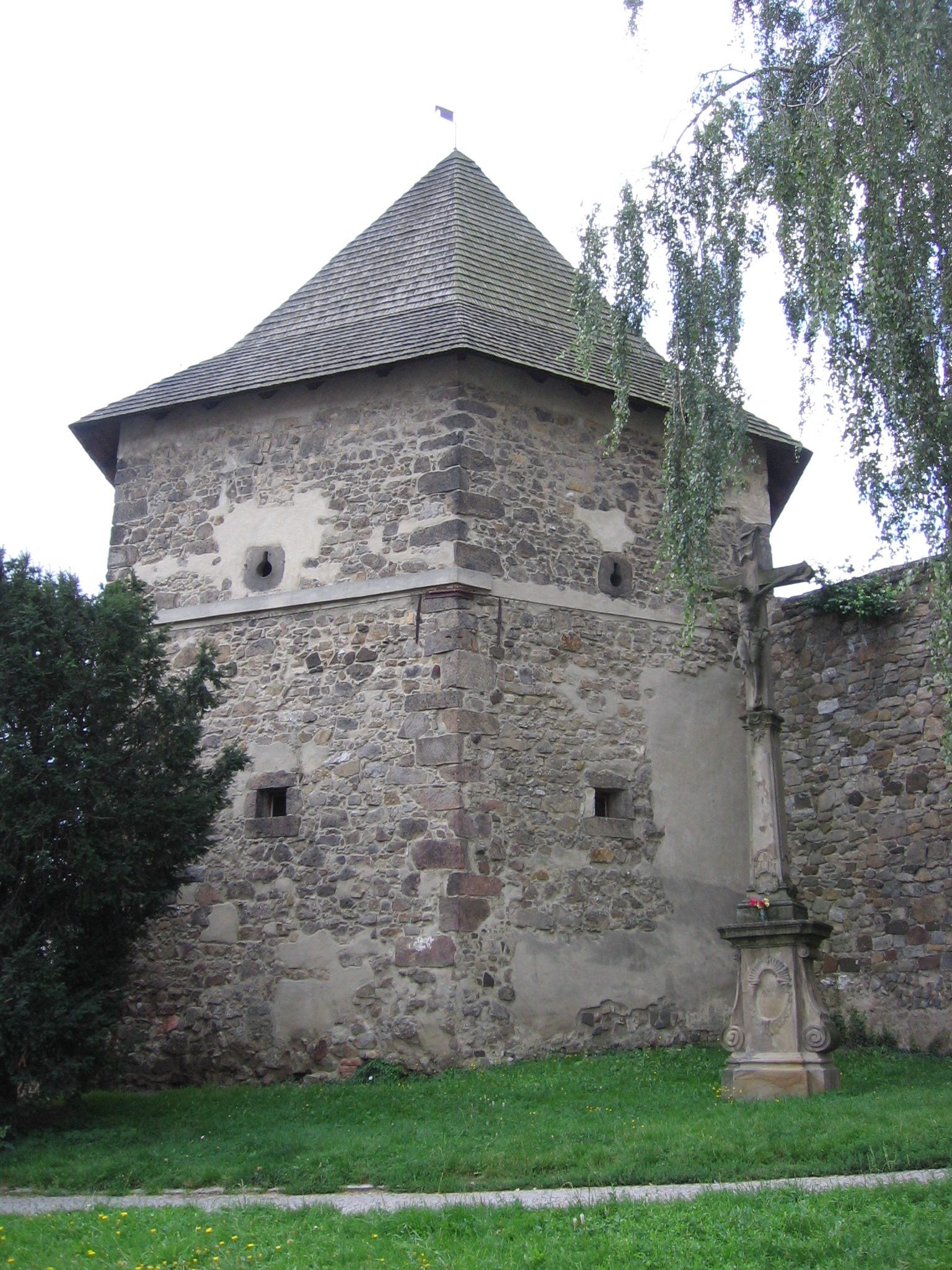
Bašta novojičínských hradeb

Bašta je fortifikační prvek středověkých hradeb. Přispívá k aktivní obraně hradebních zdí, bývaly v ní umístěny střílny. Zvláštním druhem bašty je tzv. předsunutá bašta, která se vyskytuje na vyvýšeném pahorku v blízkém okolí a bývala využívána jako dělostřelecké stanoviště. Bašta většinou převyšuje hradby, avšak nedosahuje takové výšky jako věže. Půdorys bašty byl okrouhlý, čtverhranný, polygonální a často se využívaly kombinace uvedených typů. Bašty mohly být na vnitřní straně otevřené, ale postupně začaly převládat uzavřené bašty, které lépe chránily střelný prach před zvlhnutím a bylo je možné využívat i v mírových obdobích. S rozvojem dělostřelby vznikly specializované typy bašt: bastion, bollwerk, rondel a torion.

## Seznam bašt
Následující seznam uvádí neúplný výčet bašt: 
- Bašta Helvít (Prachatice)
- Hlohovská bašta (Lubín)
- Luntová bašta (Kolobřeh)
- Mořicova bašta (Lipsko)
- Minoritská bašta (Kadaň)
- Špitálská bašta (Kadaň)
- Klínovitá bašta (České Budějovice) – zaniklá
- Kruhová bašta (České Budějovice)
- Otakarova bašta (České Budějovice)
- Štáflova bašta (Havlíčkův Brod)
- Zálabská bašta (Kolín)
- Bílá věž (České Budějovice)
- Okrouhlice (Klatovy)